# Cynthia Addai-Robinson

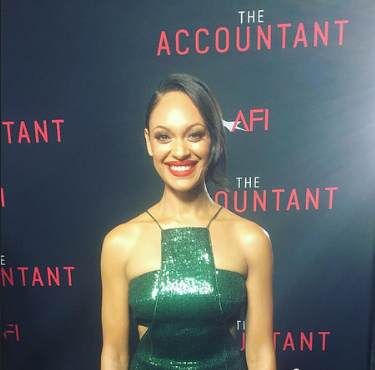
Cynthia Addai-Robinson (2016)

Cynthia Addai-Robinson (* 12. Januar 1985 in London) ist eine US-amerikanische Schauspielerin.

## Biografisches
Addai-Robinsons Mutter stammt aus Ghana, ihr Vater ist US-Amerikaner. Nach dem Umzug in die Vereinigten Staaten wuchs sie bei ihrer Mutter in einem Vorort von Washington, D.C. auf.
Addai-Robinson tritt seit 2002 als Schauspielerin in Film und Fernsehen in Erscheinung. Zunächst war sie vor allem in Seriengastauftritten zu sehen. Sie wurde ab 2012 bekannt für ihre Rolle der Naevia in der Fernsehserie Spartacus und für ihre Rolle der Amanda Waller in der Serie Arrow, die sie ab 2013 übernahm.
2016 spielte sie im Actionfilm The Accountant an der Seite von Ben Affleck und J. K. Simmons die Agentin Marybeth Medina. Diese Rolle nahm sie auch in der Fortsetzung von 2025 auf.
Von 2016 bis 2018 spielte sie Nadine Memphis in der auf dem gleichnamigen Film basierenden Serie Shooter. 2019 trat sie der Serie Power als Ramona Garrity bei. Seit 2022 ist sie in der Serie Der Herr der Ringe: Die Ringe der Macht als Königin Regentin Míriel zu sehen.

## Filmografie
- 2002: The Education of Max Bickford (Fernsehserie, eine Folge)
- 2005: Law & Order: Trial by Jury (Fernsehserie, eine Folge)
- 2005: Criminal Intent – Verbrechen im Visier (Law & Order: Criminal Intent, Fernsehserie, eine Folge)
- 2006: Justice – Nicht schuldig! (Justice, Fernsehserie, eine Folge)
- 2007: CSI: Miami (Fernsehserie, eine Folge)
- 2007: Dirt (Fernsehserie, 2 Folgen)
- 2007: Entourage (Fernsehserie, eine Folge)
- 2007: Life (Fernsehserie, eine Folge)
- 2007: Dash 4 Cash (Fernsehfilm)
- 2007: A.M.P.E.D. (Fernsehfilm)
- 2009: Mississippi Damned
- 2009: Numbers – Die Logik des Verbrechens (NUMB3RS, Fernsehserie, eine Folge)
- 2009: CSI: NY (Fernsehserie, eine Folge)
- 2009–2010: FlashForward (Fernsehserie, 6 Folgen)
- 2010: Edgar Floats (Fernsehfilm)
- 2011: L.A. Noire (Videospiel, Stimme)
- 2011: Colombiana
- 2012: Navy CIS: L.A. (NCIS: Los Angeles, Fernsehserie, eine Folge)
- 2012–2013: Spartacus (Fernsehserie, 18 Folgen)
- 2013: Star Trek Into Darkness
- 2013: Vampire Diaries (The Vampire Diaries, Fernsehserie, 2 Folgen)
- 2013: King & Maxwell (Fernsehserie, eine Folge)
- 2013: Jodi Arias: Dirty Little Secret (Fernsehfilm)
- 2013: CSI: Vegas (CSI: Crime Scene Investigation, Fernsehserie, eine Folge)
- 2013–2016: Arrow (Fernsehserie, 17 Folgen)
- 2014: Dallas (Fernsehserie, eine Folge)
- 2014: Ambiance Man (Fernsehserie, eine Folge)
- 2014: Lego Batman 3: Beyond Gotham (Videospiel, Stimme)
- 2015: Texas Rising (Miniserie, 5 Folgen)
- 2016: The Accountant
- 2016–2019: Chicago Med (Fernsehserie, 10 Folgen)
- 2016–2018: Shooter (Fernsehserie, 31 Folgen)
- 2018: Closure
- 2019–2020: Power (Fernsehserie, 15 Folgen)
- 2020: Stumptown (Fernsehserie, eine Folge)
- 2020: Always and Forever
- seit 2022: Der Herr der Ringe: Die Ringe der Macht (The Lord of the Rings: The Rings of Power, Fernsehserie)
- 2022: The People We Hate at the Wedding
- 2025: The Accountant 2